# Савченко Іван Іванович
Савченко Іван Іванович -  Заслужений учитель України, відмінник освіти України, учитель-методист, спеціаліст вищої категорії, вчитель фізичної культури.

## Методична робота
керівник Дружини юних пожежних при Червонослобідській ЗОШ І-ІІІ ст. №1
- 18.05.2007 -  За вагомий внесок у розвиток прикладних видів спорту, популяризацію пожежно-прикладного спорту серед юнаків був відзначений грамотою начальником ГУМНС України в Черкаській області[2]